# Оя (видовий заповідник)
Видови́й запові́дник О́я (ест. Oja liigikaitseala) — природоохоронна територія в Естонії, у волості Колґа-Яані повіту Вільяндімаа. У заповіднику діє старий режим охорони, затверджений ще в радянські часи.
Загальна площа — 80,7 га.
Заповідник утворений 9 листопада 1992 року.

## Розташування
Розташовується на південь від села Паріка.

## Опис
Об'єкт утворений для захисту видів птахів I природоохоронної категорії (Закон Естонії про охорону природи). Також у заповіднику зберігається оселище глушця (Tetrao urogallus) (II категорія).
В останні роки на території заповідника зникли гніздування підорлика малого (Aquila pomarina).